# Paraconger
Paraconger – rodzaj ryb promieniopłetwych z podrodziny Bathymyrinae w obrębie rodziny kongerowatych (Congridae).

## Rozmieszczenie geograficzne
Do rodzaju należą gatunki występujące w wodach Oceanu Atlantyckiego i wschodniego Oceanu Spokojnego.

## Morfologia
Długość ciała do 72 cm; brak danych dotyczących masy ciała.

## Systematyka
Rodzaj zdefiniował w 1961 roku amerykański ichtiolog Robert H. Kanazawa w artykule poświęconym opisowi nowego rodzaju z trzema nowymi gatunkami z rodziny kongerowtych, opublikowanym w czasopiśmie Proceedings of the United States National Museum. Gatunkiem typowym jest (oryginalne oznaczenie) P. caudilimbatus.

### Etymologia
Paraconger: gr. παρα para ‘blisko, obok’; Conger Bosc, 1817.

### Podział systematyczny
Do rodzaju należą następujące gatunki:
- Paraconger californiensis Kanazawa, 1961
- Paraconger caudilimbatus (Poey, 1867)
- Paraconger guianensis Kanazawa, 1961
- Paraconger macrops (Günther, 1870)
- Paraconger notialis Kanazawa, 1961
- Paraconger ophichthys (Garman, 1899)
- Paraconger similis (Wade, 1946)